# Latrodectus antheratus
Latrodectus antheratus là một loài nhện trong họ Theridiidae.
Loài này thuộc chi Latrodectus. Latrodectus antheratus được miêu tả năm 1932 bởi Badcock.